# Krueng Alem
Krueng Alem is een bestuurslaag in het regentschap Nagan Raya van de provincie Atjeh, Indonesië. Krueng Alem telt 1871 inwoners (volkstelling 2010).